# Post- och Inrikes Tidningar

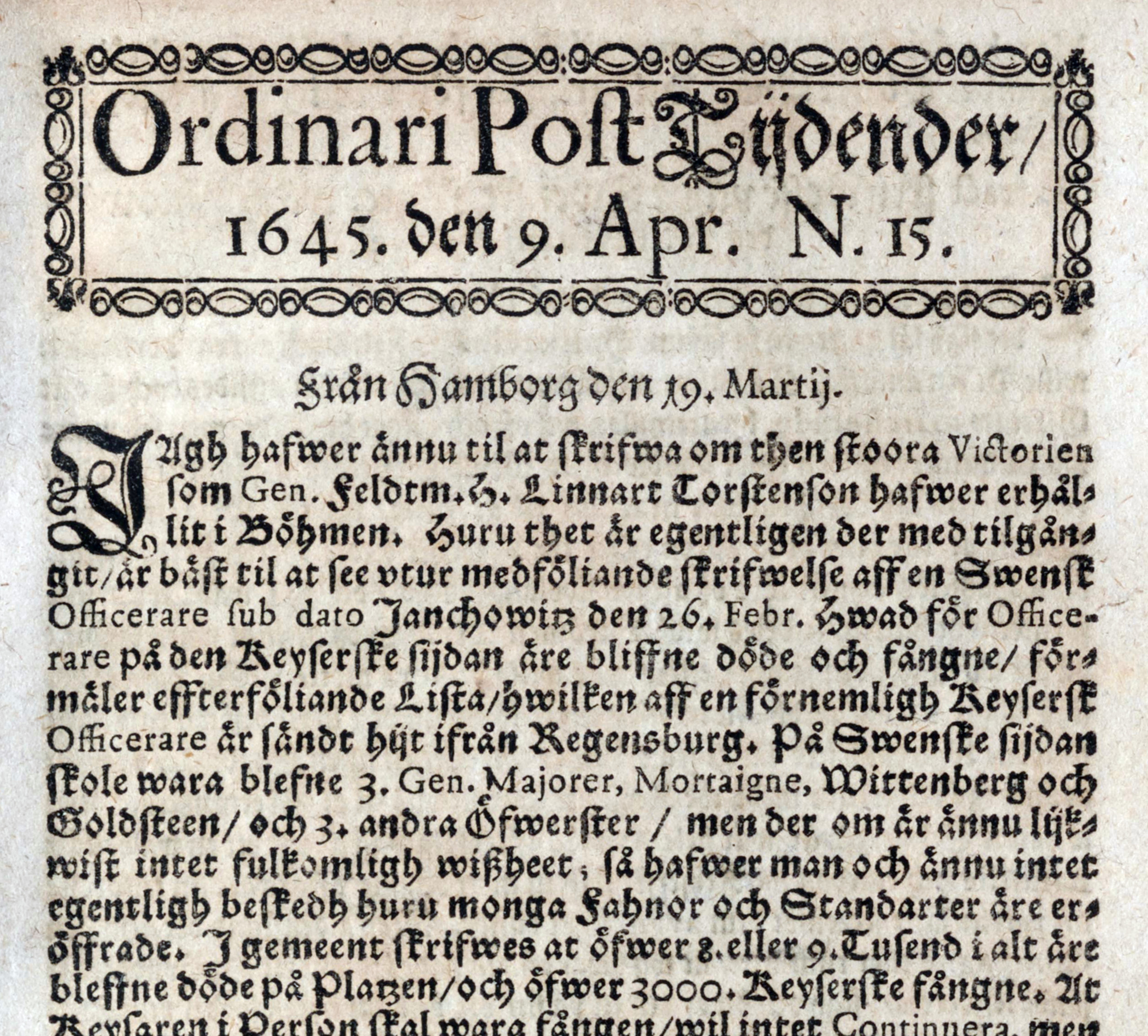
Post och Inrikes Tidningar, numéro 15 du 9 avril 1645.

Le Post- och Inrikes Tidningar (PoIT, en suédois journaux des postes et des affaires nationales) est le journal officiel de Suède. Il sert aux communications officielles du gouvernement, ainsi qu'aux publications légales comme les annonces, les déclarations de faillite ou les enchères. Il contient aussi beaucoup de publicités, le plus grand annonceur étant le Bureau suédois des brevets. 

## Histoire
Créé en 1645 par la reine Christine et son chancelier Axel Oxenstierna, c'est le plus ancien journal encore diffusé. En 1791, Gustave III en attribue la propriété à l’Académie suédoise. Le titre actuel est issu de la fusion du Posttidningen et de l’Inrikes Tidningar. 
Depuis 2000, le Post- och Inrikes Tidningar est publié en ligne, sur PointLex, et toutes les éditions de 1771 à 1860 sont numérisées dans le cadre du Projet Tiden. Son seul rédacteur est le secrétaire permanent de l’Académie.
Le 1er janvier 2007, l'Académie en concède les droits de publication au Bolagsverket, qui en fait une publication exclusivement disponible sur Internet.